# 瓜馬 (古巴)
19°58′33″N 76°24′36″W / 19.97583°N 76.41000°W

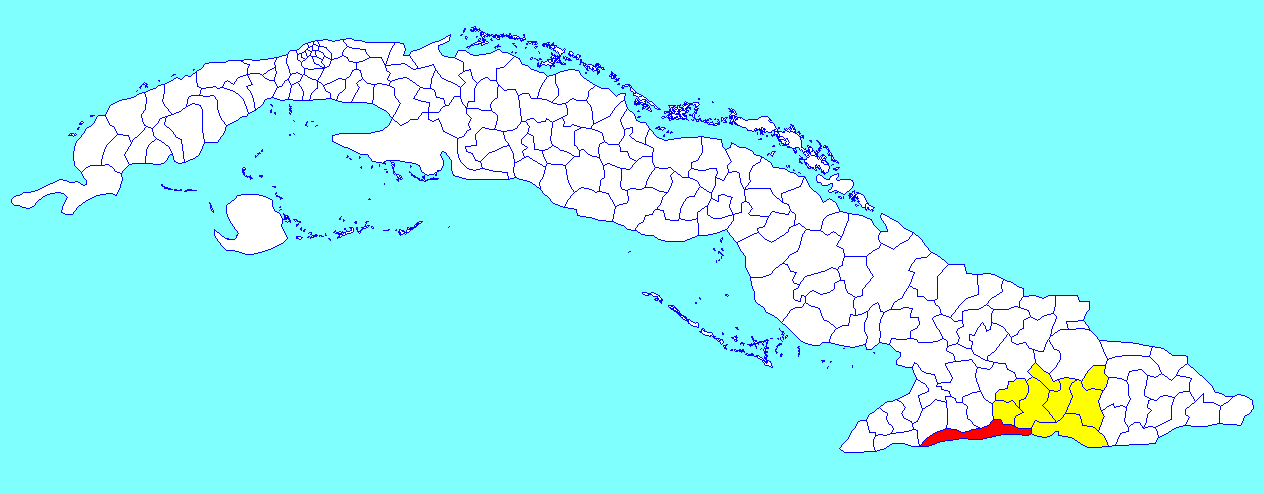

瓜馬（西班牙語：Guamá），是古巴的城鎮，位於該國東南部，由聖地亞哥省負責管轄，始建於1976年，面積964.6平方公里，海拔高度20米，2004年人口35,516，人口密度每平方公里36.8人。